# THE MIX
『THE MIX』（ザ・ミックス、The Mix）は、ドイツのテクノユニット、クラフトワークのアルバム。
1991年にEMI（北米地区ではエレクトラ・レコード）よりリリースされた。

## 解説
『アウトバーン』から『エレクトリック・カフェ』までのアルバムの曲を新しいアレンジで再録音したベスト盤。ヒュッターは本作に関するインタビューで「『The Mix』はライブ盤の一種と考えている」と語った。
今作からフリッツ・ヒルパートが参加している。

## 収録曲
| #   | タイトル                                                             | 作詞・作曲                                | 時間 |
| --- | -------------------------------------------------------------------- | ----------------------------------------- | ---- |
| 1.  | 「ザ・ロボッツ - The Robots」("Die Roboter")                         | Ralf Hütter Florian Schneider Karl Bartos | 8:56 |
| 2.  | 「コンピューター・ラヴ - Computerlove」("Computerliebe")             | Hütter Bartos Emil Schult                 | 6:35 |
| 3.  | 「ポケット・カルキュレーター - Pocket Calculator」("Taschenrechner") | Hütter Bartos Schult                      | 4:32 |
| 4.  | 「電卓 - Dentaku」                                                   | Hütter Bartos Schult                      | 3:27 |
| 5.  | 「アウトバーン - Autobahn」                                          | Hütter Schneider Schult                   | 9:27 |
| 6.  | 「放射能 - Radioactivity」("Radioaktivität")                         | Hütter Schneider Schult                   | 6:53 |
| 7.  | 「ヨーロッパ特急 - Trans-Europe Express」("Trans Europa Express")    | Hütter Schult                             | 3:20 |
| 8.  | 「ABZUG - Abzug」                                                    | Hütter                                    | 2:18 |
| 9.  | 「メタル・オン・メタル - Metal on Metal」("Metall auf Metall")       | Hütter Bartos                             | 4:58 |
| 10. | 「ホーム・コンピューター Home Computer」("Heimcomputer")             | Hütter Schneider Bartos                   | 8:02 |
| 11. | 「ミュージック・ノン・ストップ - Music Non Stop」("Musik Non-Stop")  | Hütter Schneider Bartos                   | 6:38 |

- 邦題等に関してはWMJのサイトに準している。
- 10には、「It's More Fun Compute」が要素に含まれている。
- 11には、「Boing Boom Tschak」が要素に含まれている。

## パーソネル
- ラルフ・ヒュッター (Ralf Hütter) – ヴォイス、ヴォコーダー、シンクラヴィア
- フローリアン・シュナイダー (Florian Schneider) – ヴォコーダー、スピーチ・シンセシス
- フリッツ・ヒルパート (Fritz Hilpert) – 音楽データ・ミックス

※ カール・バルトスもプログラミングで参加しているが途中で脱退したためかクレジットされていない。